# Председатель Кабинета министров Кыргызстана
Председатель Кабинета министров Кыргызской Республики (кирг. Кыргыз Республикасынын Министрлер Кабинетинин төрагасы), согласно Конституции Кыргызской Республики, конституционным законом и указами Президента организует деятельность Кабинета министров Кыргызской Республики.
До 2010 года президент находился в более сильном положении, чем премьер-министр, но после конституционного референдума государство перешло к парламентско-президентской системе, предоставив большую власть парламенту и кабинету министров за счёт президента.
5 мая 2021 года Кыргызстан после конституционного референдума в апреле 2021 года вернулась к президентской форме правления и большая власть снова перешла к президенту, а премьер-министр стал председателем кабинета министров.

## Обязанности
Председатель Кабинета министров Киргизской Республики:
- Осуществляет общее руководство и контроль за деятельностью Правительства Киргизской Республики, координирует деятельность первого вице-премьер-министра, вице-премьер-министра — министра экономики и финансов Киргизской Республики, государственных органов, подчинённых Правительству Киргизской Республики (далее — Правительство).
- Определяет основные направления деятельности Правительства.
- Обеспечивает реализацию мер по охране государственного суверенитета, территориальной целостности, защите конституционного строя, укреплению обороноспособности и национальной безопасности.
- Координирует вопросы:
  - реализации внешней политики, внешней миграции;
  - общественной безопасности и правопорядка, борьбы с преступностью и коррупцией, обеспечивает соблюдение законности, прав и свобод граждан;
  - проведения единой политики в области оборота наркотических средств, психотропных веществ и прекурсоров, противодействия их незаконному обороту;
  - противодействия региональному экстремизму, пресечения деятельности религиозных организаций, наносящей ущерб или угрожающей здоровью, нравственности, правам и законным интересам граждан;
  - обороны, охраны и защиты Государственной границы Киргизской Республики, пограничного контроля, предупреждения и пресечения нарушения режима Государственной границы Киргизской Республики;
  - делимитации, демаркации Государственной границы Киргизской Республики, проведения государственной политики Киргизской Республики по приграничным вопросам, выполнения обязательств, вытекающих из международных договоров и соглашений по вопросам делимитации и демаркации Государственной границы Киргизской Республики, координации работы по реализации государственных стратегий и программ, а также деятельности межправительственных комиссий в сфере делимитации и демаркации Государственной границы Киргизской Республики;
  - юстиции, системы исполнения наказаний и регистрационной политики;
  - защиты интересов Киргизской Республики в судах, судебно-правовой реформы, отнесённые к компетенции Правительства;
  - энергетики, информационных технологий, связи и электронного управления, политики в области электронной цифровой подписи;
  - промышленности, использования недр и минеральных ресурсов, координации действий государственных органов по вопросам использования и охраны водных ресурсов трансграничных рек;
  - транспорта, архитектуры, строительства, жилищно-коммунального хозяйства и коммуникаций, ремонта и содержания автомобильных и железных дорог;
  - регионального развития, реформирования системы административно-территориального устройства республики, деятельности полномочных представителей Правительства в областях, местных государственных администраций, а также органов местного самоуправления в части исполнения делегированных государственных полномочий;
  - оптимизации системы государственного управления и повышения эффективности деятельности государственных органов исполнительной власти, совершенствования системы предоставления государственных и муниципальных услуг.
- Осуществляет общую координацию вопросов составления и исполнения государственного бюджета, реализации бюджетной политики.
- Представляет Правительство в Киргизской Республике и за её пределами, в установленном законодательством порядке ведёт переговоры и подписывает межправительственные и другие международные договоры и соглашения.
- Награждает Почетной грамотой Правительства, именным оружием и другими правительственными наградами, представляет лиц к награждению государственными наградами, присвоению высших воинских званий, почетных и иных специальных званий Киргизской Республики, присваивает классные чины.
- Обеспечивает взаимодействие Правительства с Жогорку Кенешем Киргизской Республики, Верховным судом Киргизской Республики и местными судами Киргизской Республики, Генеральной прокуратурой Киргизской Республики, Центральной комиссией по выборам и проведению референдумов Киргизской Республики, Государственной кадровой службой Киргизской Республики, Национальной комиссией по государственному языку при Президенте Киргизской Республики, Акыйкатчы (Омбудсменом) Киргизской Республики, Шанхайской организацией сотрудничества, международными финансово-кредитными учреждениями.
- Даёт согласие на инициативы государственных органов.
- Принимает решения по кадровым вопросам, отнесенным к компетенции Премьер-министра Киргизской Республики.
- Распределяет обязанности между первым вице-премьер-министром и вице-премьер-министром — министром экономики и финансов Киргизской Республики.
- Осуществляет общее руководство и контроль за деятельностью Правительства Киргизской Республики.
- Координирует деятельность:
  - Министерства внутренних дел Киргизской Республики;
  - Министерства иностранных дел Киргизской Республики;
  - Министерства юстиции Киргизской Республики;
  - Министерства обороны Киргизской Республики;
  - Министерства сельского, водного хозяйства и развития регионов Киргизской Республики (в части регионального развития);
  - Министерства энергетики и промышленности Киргизской Республики;
  - Министерства транспорта, архитектуры, строительства и коммуникаций Киргизской Республики;
  - Государственного комитета национальной безопасности Киргизской Республики;
  - Государственной службы цифрового развития при Правительстве Киргизской Республики;
  - Национального института стратегических исследований Киргизской Республики;
  - Центра судебного представительства Правительства Киргизской Республики;
  - полномочных представителей Правительства Киргизской Республики в областях, местных государственных администраций.